# Bank of Shanghai
Bank of Shanghai, «Банк Шанхая» — китайский коммерческий банк. В списке крупнейших публичных компаний мира Forbes Global 2000 за 2019 год занял 347-е место, в том числе 888-е по выручке, 373-е по чистой прибыли, 117-е по активам и 671-е по рыночной капитализации; из китайских компаний в этом списке занял 52-е место. Входит в сотню крупнейших банков мира. Штаб-квартира находится в 252-метровом небоскрёбе Bank of Shanghai Headquarters в шанхайском районе Пудун, построенном в 2005 году.

## История
Банк основан 29 декабря 1995 года в Шанхае. В 2001 году HSBC приобрёл 8-процентную долю в банке. В 2013 году эта доля была продана испанскому банку Grupo Santander. В конце 2016 года он одним из последних среди крупных и средних коммерческих банков Китая провёл первичное размещение акций на Шанхайской фондовой бирже.

## Деятельность
Из 2 трлн юаней активов Банка Шанхая на 2018 год 756 млрд юаней приходится на выданные кредиты, а 621 млрд юаней — на инвестиции в долговые обязательства. Депозиты клиентов составляют почти половину пассивов (970 млрд юаней), ещё 423 млрд юаней составляют депозиты банков и других финансовых институтов, 193 млрд юаней — выпущенные корпоративные облигации. Чистый процентный доход составляет 30 млрд из 44 млрд юаней выручки банка. Сеть банка насчитывает более 300 отделений, большинство из них находятся в Шанхае.
Основными дочерними структурами являются:
- Bank of Shanghai (Hong Kong) Limited — гонконгский дочерний банк, купленный в 2013 году у Bank of Communications; его активы составляют HK$28,7 млрд; ему подчинена основанная в 2015 году BOSC International Company Limited; через эти две дочерние структуры осуществляются международные финансовые операции;
- BOSC Asset Management Limited — основанная в 2013 году компания по управлению активами; активы под управлением на 2018 год составляли 137 млрд юаней;
- Сельскохозяйственные банки — в рамках государственной программы развития сельской местности Bank of Shanghai учредил 4 сельскохозяйственных банка, их активы в сумме составляют около 4 млрд юаней;
- Shanghai ShangCheng Consumer Finance Corporation Limited — основанный в 2017 году банк, ориентированный на работу через Интернет; его активы составляют 6,9 млрд юаней, доля Bank of Shanghai в нём составляет 38 %.

Крупнейшими акционерами Bank of Shanghai являются Shanghai Alliance Investment Ltd. (13,38 %), Shanghai International Port (Group) Co., Ltd. (7,34 %), Banco Santander, S.A. (6,5 %), TCL Corporation (4,99 %), China Jianyin Investment Limited (4,84 %), China Shipbuilding International Trading Co., Ltd. (4,08 %), Shanghai Commercial Bank Limited (3 %).
|                     | 2010  | 2011  | 2012  | 2013  | 2014  | 2015  | 2016  | 2017  | 2018  | 2019  | 2020  |
| ------------------- | ----- | ----- | ----- | ----- | ----- | ----- | ----- | ----- | ----- | ----- | ----- |
| Оборот              | 12,21 | 13,23 | 15,66 | 21,47 | 28,10 | 33,16 | 34,40 | 33,12 | 43,89 | 49,80 | 53,13 |
| Чистая прибыль      | 5,028 | 5,807 | 7,517 | 9,360 | 11,40 | 13,04 | 14,33 | 15,34 | 18,07 | 20,33 | 20,89 |
| Активы              | 566,8 | 655,8 | 816,9 | 977,7 | 1187  | 1449  | 1755  | 1808  | 2028  | 2237  | 2462  |
| Собственный капитал | 29,49 | 35,13 | 41,95 | 56,32 | 74,36 | 92,83 | 116,2 | 147,4 | 161,8 | 177,2 | 190,4 |